# Alexander Wielemans von Monteforte

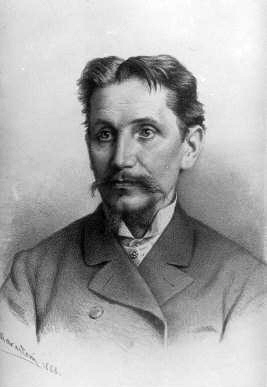
Alexander von Wielemans-Monteforte

Alexander Wielemans von Monteforte (* 4. Februar 1843 in Wien; † 7. Oktober 1911 in Dornbach, Wien) war ein österreichischer Architekt des Späthistorismus.

## Leben
Alexander von Wielemans-Monteforte stammte aus einer österreichischen Offiziersfamilie. Sein Vater Alexander Wielemans wurde 1859 aufgrund eines Offiziersprivilegs als "Wielemans von Monteforte" in den erblichen österreichischen Adelsstand erhoben. Alexander Wielemans-Monteforte studierte an der Wiener Akademie bei Eduard van der Nüll, August Sicard von Sicardsburg und Dombaumeister Friedrich von Schmidt, in dessen Atelier er auch bis 1874 tätig war. 1888 wurde der mittlerweile zum Oberbaurat ernannte Wielemans-Monteforte Ehrenmitglied der Akademie. Fortan zeichnete Wielemans-Monteforte, teilweise gemeinsam mit seinem Studienkollegen Theodor Reuter, für repräsentative historistische Bauten in öffentlichem Auftrag (z. B. Justizpalast in Wien, fertiggestellt 1881; Umbau des Grazer Rathauses, 1887 bis 1895, zusammen mit Theodor Reuter) verantwortlich.
Wielemans-Monteforte zu Ehren wurde 1912 die Wielemansgasse benannt, sie verläuft vom 17. Bezirk Hernals zum 18. Bezirk Währing.

## Weitere Werke
- Gerichtsgebäude in Graz (1889 bis 1893)
- Gerichtsgebäude in Salzburg (1903 bis 1909)
- Villa Gutmann in Baden bei Wien (1882 bis 1884)
- Breitenfelder Pfarrkirche in Wien-Josefstadt (1893 bis 1898, zusammen mit Viktor Luntz)[1]
- Neuottakringer Kirche und Pfarrhof (1894 bis 1898, mit Theodor Reuter)[2]
- Ehrengrabmale für Feldmarschall Heinrich von Heß und Feldzeugmeister Franz von John auf dem Wiener Zentralfriedhof  (1885)
- Grabkapellen, z. B. Wiener Zentralfriedhof, Inzersdorfer Friedhof, Mödlinger Friedhof[1]

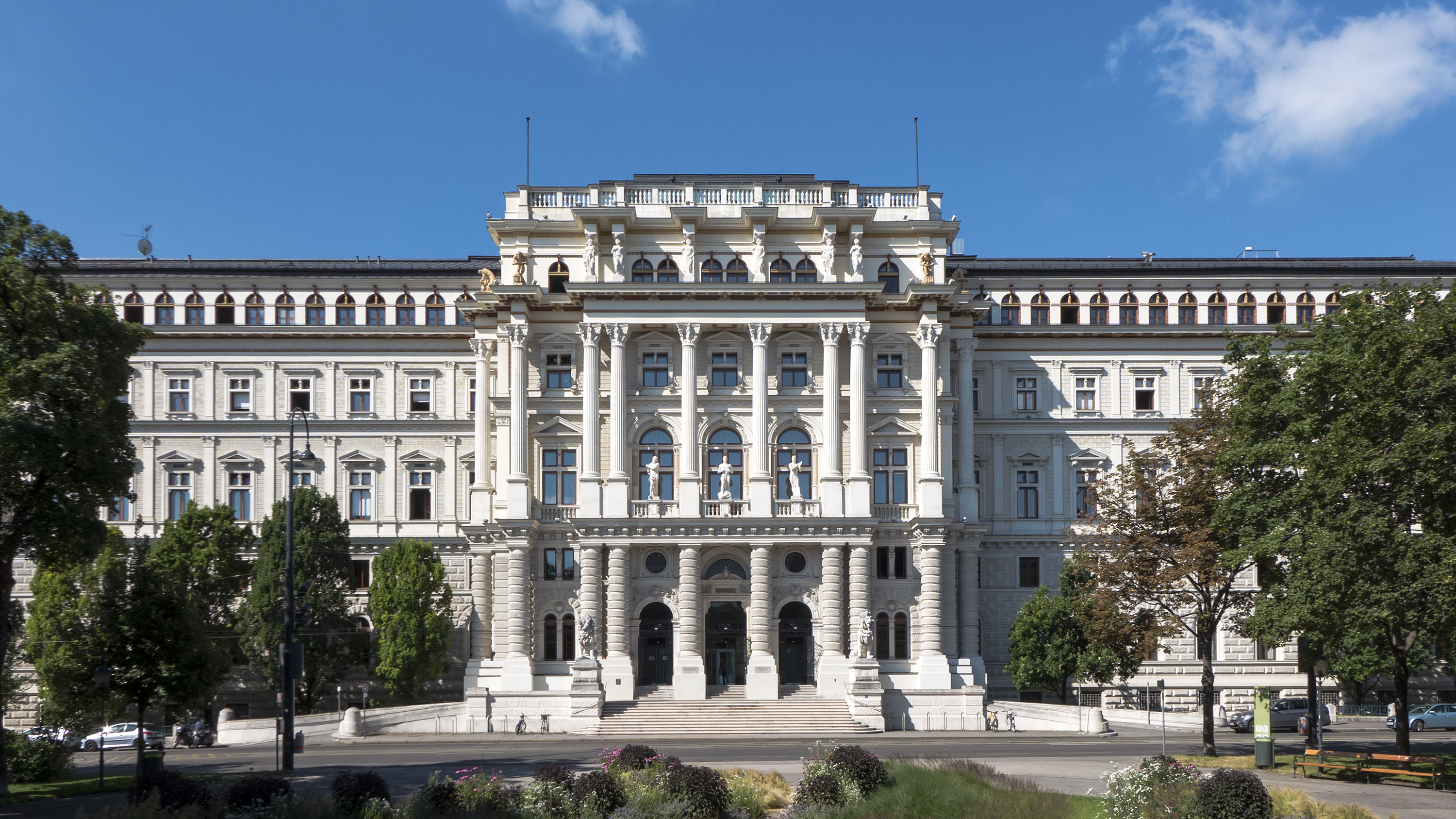
Justizpalast, Wien
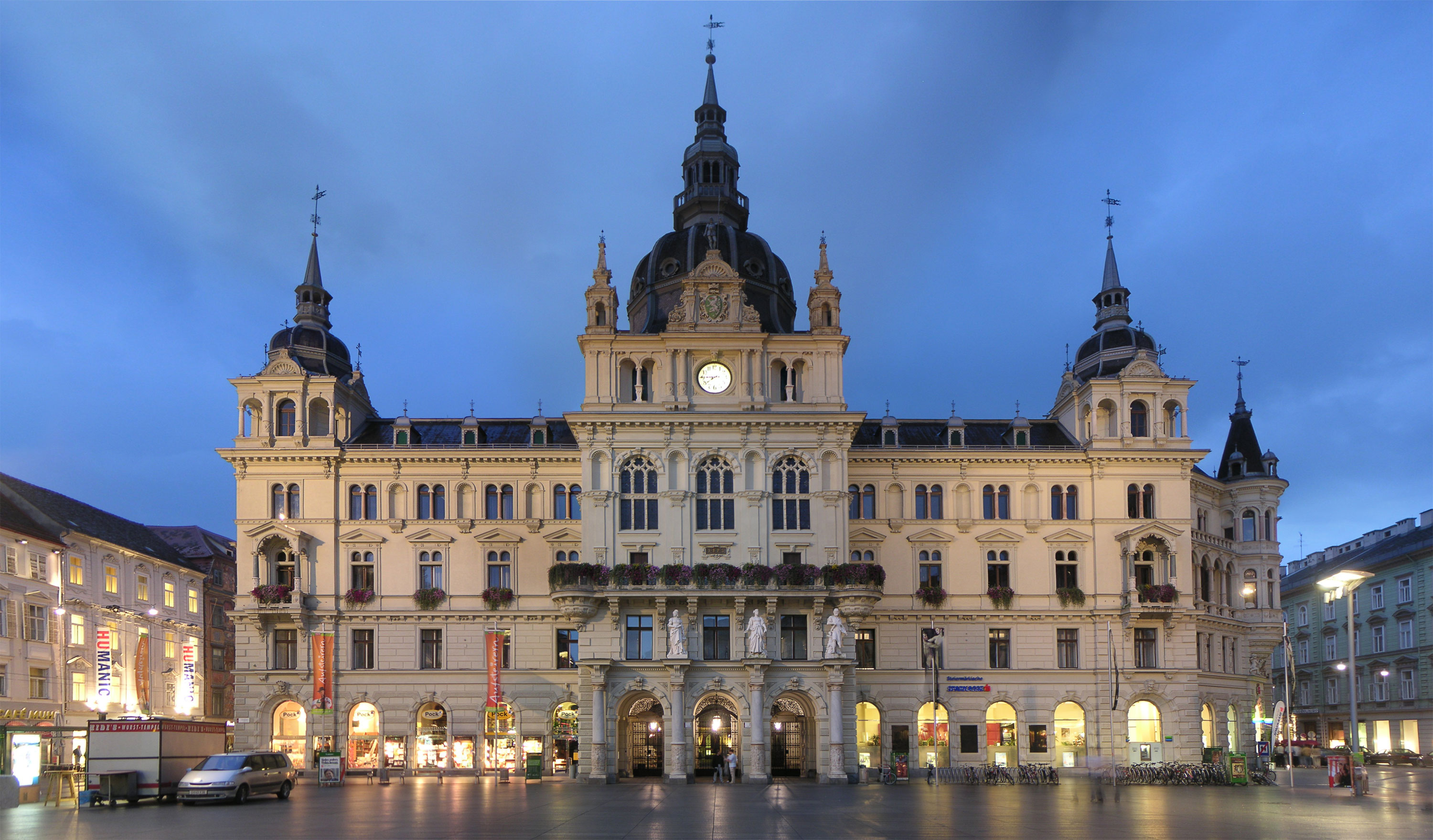
Grazer Rathaus
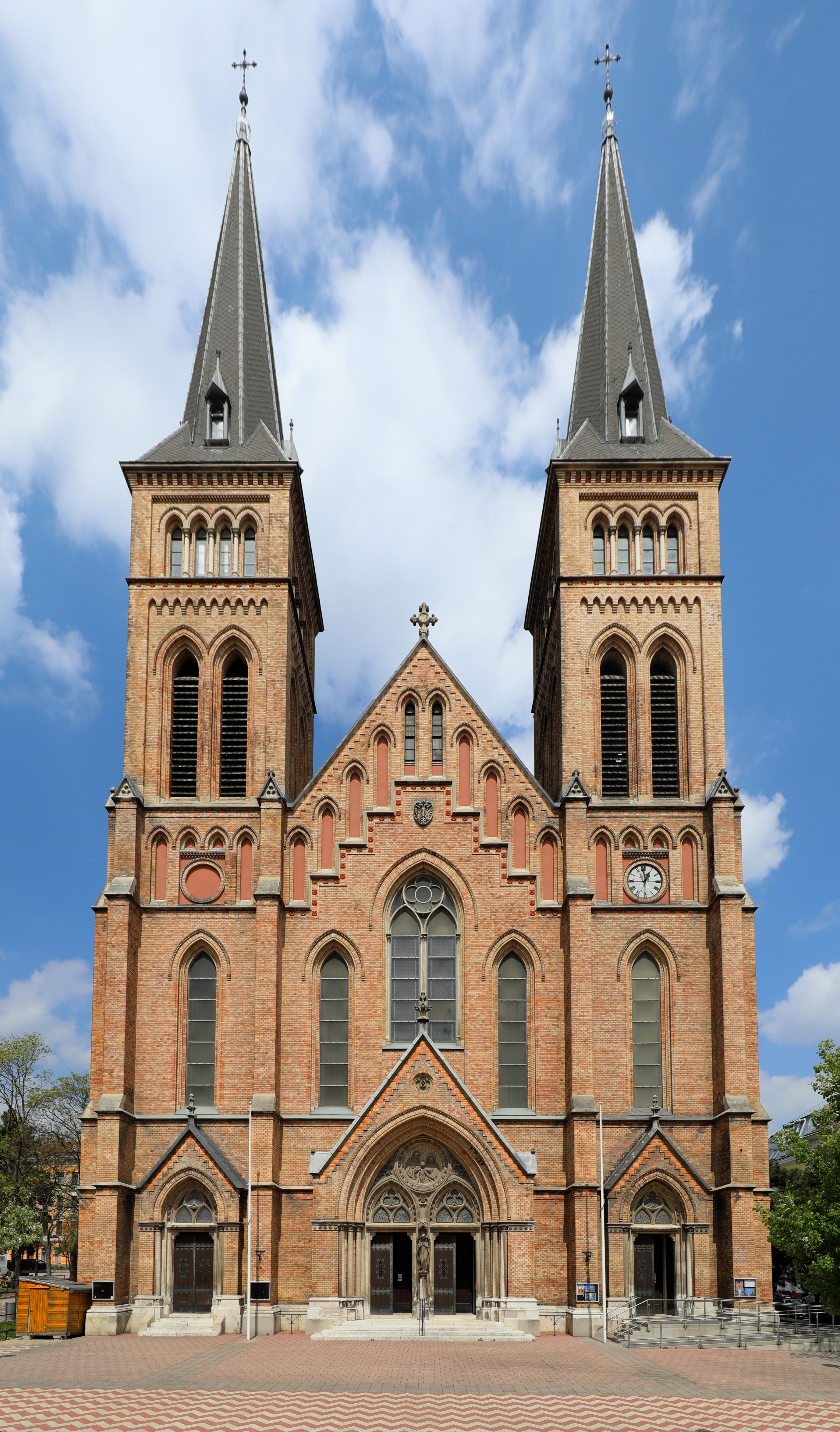
Neuottakringer Kirche
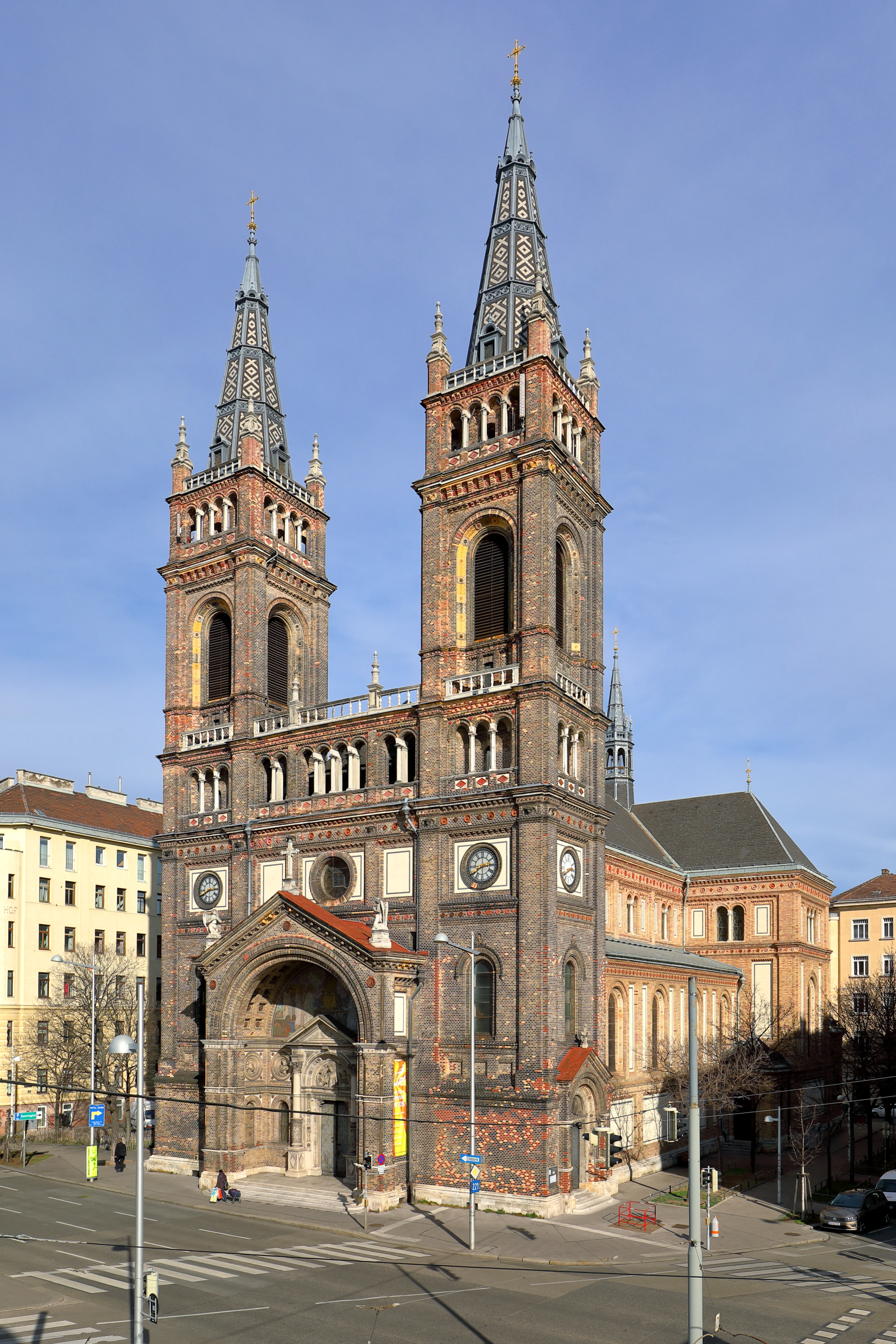
Pfarrkirche Breitenfeld
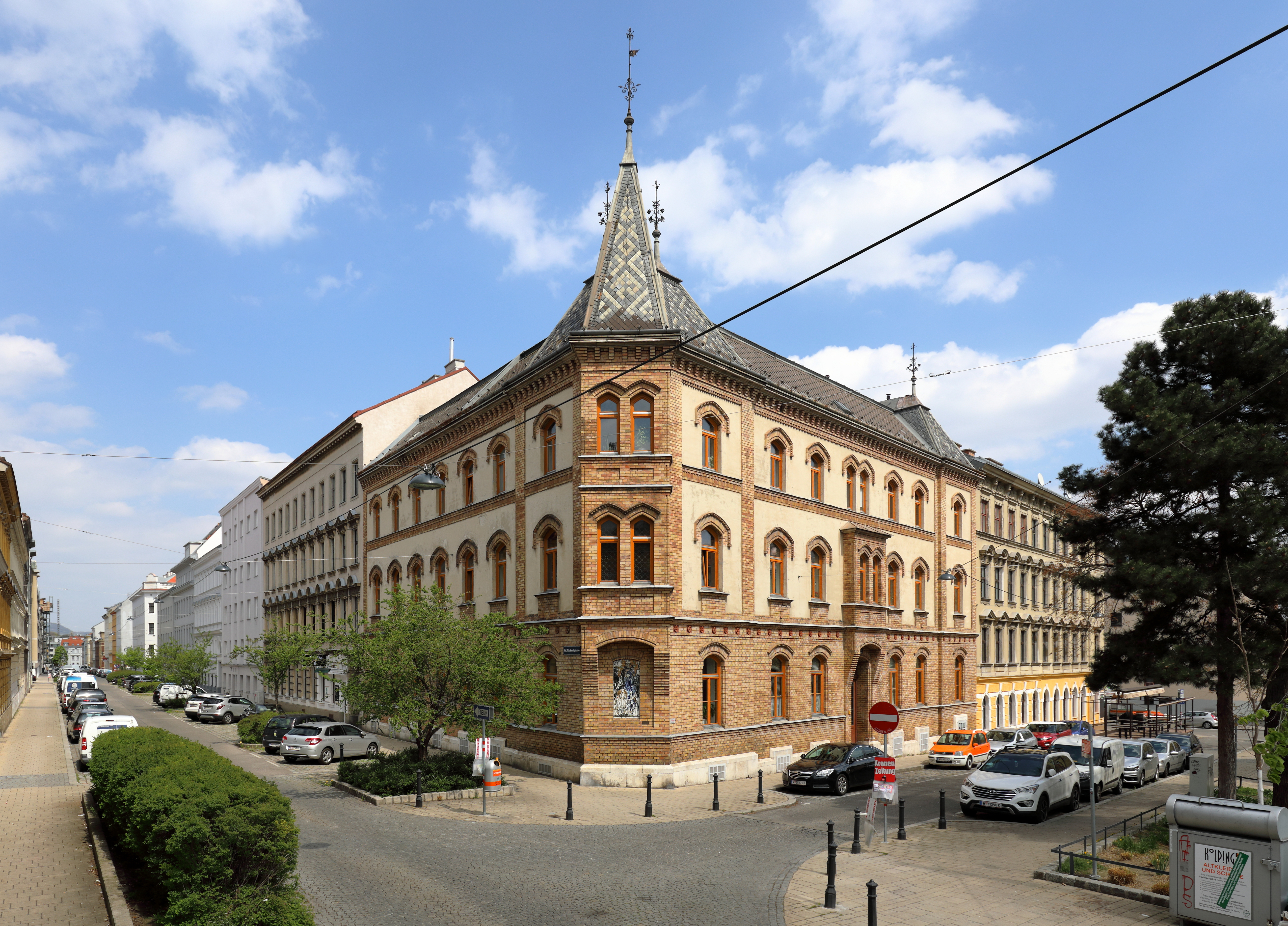
Neuottakringer Pfarrhof
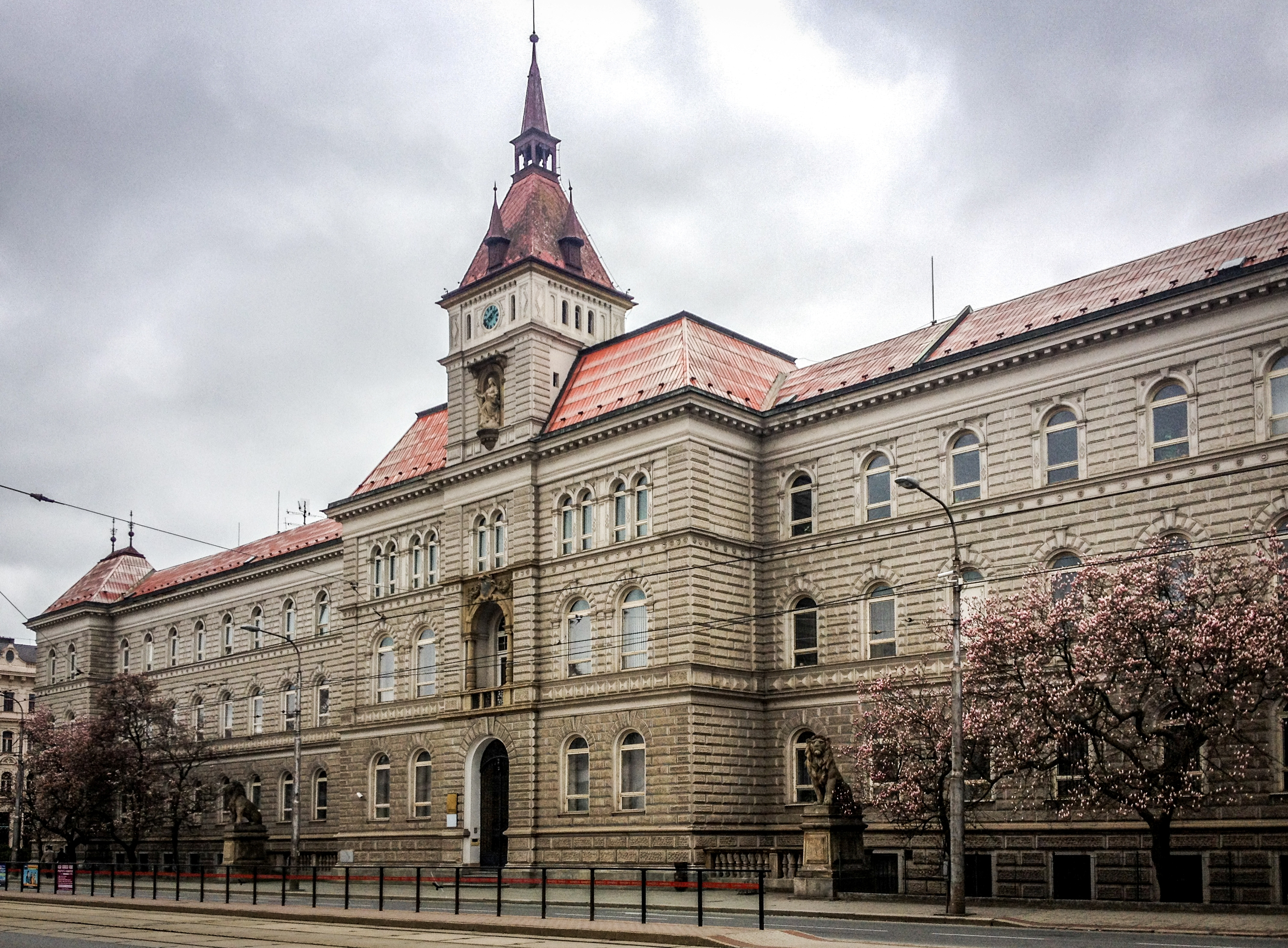
Justizpalast, Olmütz (1886–1902)